# Papirus Oxyrhynchus 43
Papirus Oxyrhynchus 43 oznaczany jako P.Oxy.I 43 – rękopis zawierający dwa dokumenty napisane w języku greckim przez nieznanych autorów. Papirus ten został odkryty przez Bernarda Grenfella i Arthura Hunta w 1897 roku w Oksyrynchos. Rękopis został napisany około 16 lutego 295 roku n.e. Przechowywany jest w Muzeum Brytyjskim (748). Tekst został opublikowany przez Grenfella i Hunta w 1898 roku.
Tekst na stronie recto zawiera relacje wojskowe. Został on napisany 16 lutego 295 roku n.e. Dokument na stronie verso został napisany niedługo potem, a zawiera on listę strażników miasta, co daje wyobrażenie o wielkości Oksyrynchos w czwartym wieku.
Manuskrypt został napisany na papirusie w formie zwoju. Rozmiary zachowanego fragmentu wynoszą 25 na 90 cm. Tekst rękopisu jest pisany kursywą.